# Тимашево (Оренбургская область)
Тимашево — село в Сакмарском районе Оренбургской области. Административный центр Тимашевского сельсовета.

## География
Находится на расстоянии примерно 36 километров по прямой на восток-северо-восток от районного центра села Сакмара.

## История
Село Тимашево основано в 1796 году помещиком Тимашевым, направившем сюда своих крепостных. В советское работал колхоз имени 22 Партсъезда.

## Население
Население составляло 597 человек в 2002 году (русские 59%), 516 по переписи 2010 года.